# Ананьевский уезд
Ана́ньевский уе́зд — административно-территориальная единица Херсонской (1834—1920) и Одесской (1920—1921) губерний с центром в городе Ананьеве.

## История

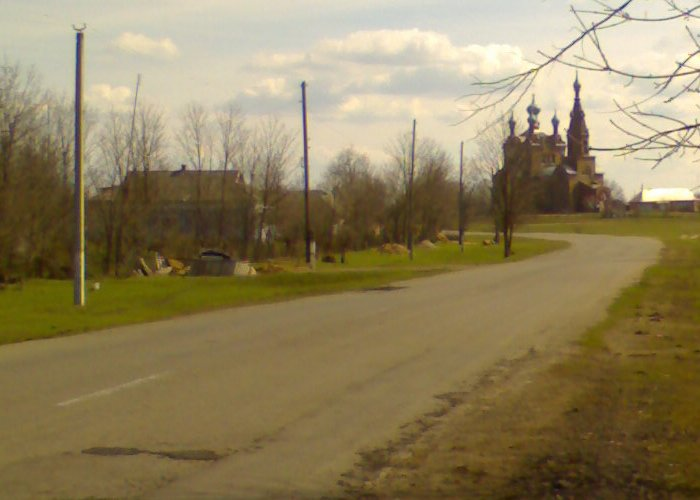
Село Покровка

Местность, на которой расположен уезд, имеет давнюю и интересную историю. Неподалёку были найдены следы жизни человека времен трипольской культуры. Здешние степи видели и киммерийцев, и скифов, и сарматов.
Уезд образован императорским указом от 28 сентября (31 октября) 1834 года по представлению Бессарабского генерал-губернатора. Он предписывает: 1) учредить новый Ананьевский уезд в границах, означенных на карте (следует подробное описание Ананьевского, Бобринецкого, Одесского и Тираспольского уездов); 2) уездный город учредить в селе Ананьево.
В 1887 году в Ананьевском уезде кроме города Ананьева было 515 населённых мест. Уезд занимал 7958 квадратных верст, в нём проживало 216 995 жителей, в том числе 109 398 — мужского пола, 107 597 — женского пола. В уезде находился город Ананьев, 10 местечек, 52 села, 256 деревень, 13 немецких колоний, 14 поселков, 359 хуторов, 38 экономий, 6 станций железной дороги. Главное занятие жителей — хлебопашество (посевы пшеницы, кукурузы, особенно у молдаван, ячменя). Значительная часть хлеба скупалась евреями и вывозилась за границу через Одессу. Посередине уезда проходила главная линия Юго-Западных железных дорог, а по его северной окраине — Елисаветградская ветвь той же дороги. Промышленность была незначительной.
Имея огромные залежи красной глины и песка, ананьевцы создали в XIX веке мощный кирпичный завод — керамическую линию, изготовлявшую кирпич не только для уезда. Вот почему большинство старых домов построено из красного кирпича.

### Уездный город в 1896 году
В Ананьеве в 1896 году имелось: приходов православных — 3, православных церквей — 2 и молитвенный дом; еврейских синагог — 2 и молитвенный дом; полицейских частей — 2, судебно-следовательских участка — 2, уездное полицейское управление, уездная дворянская опека, уездный съезд, уездное присутствие по воинской повинности, уездный распорядительный комитет, уездное казначейство и при нём сберегательная касса, уездное податное присутствие, управление 5 округа акцизных сборов, уездное по питейным делам присутствие, уездный комитет херсонского управления Красного креста, уездная земская управа. Гимназии: мужская гимназия (196 уч.), женская прогимназия (127 уч.). Типография, фотография, книжная лавка. Метеорологическая станция. Земская больница на 30 коек. Тюремная больница. Вольных аптек — 2. Аптекарский магазин. Уездный и городовой врач и фельдшер, вольнопрактикующих врачей — 2, фельдшер и акушерка. Ветеринарных врачей — 2 и фельдшеров — 2. Общество для призрения старцев и дряхлых и богадельня. Общество вспомоществования учащимся в мужской гимназии и женской прогимназии. Городской клуб. Бульвар. Бань торговых — 2. Городская скотобойня. Тюрьма. Почтово-телеграфная контора и сберегательная касса при ней. Казённая и земская конно-почтовые станции. Две гостиницы. Пять постоялых дворов. Агентств страховых обществ — 3. Нотариальных контор — 2.
В городской общественный банк в 1894 году принято вкладов на 22,3 тысяч рублей, выдано ссуд на 301,1 тысяч рублей.
Базарных площадей имелось две. Базары проходили каждые 2 недели.

## Административное деление

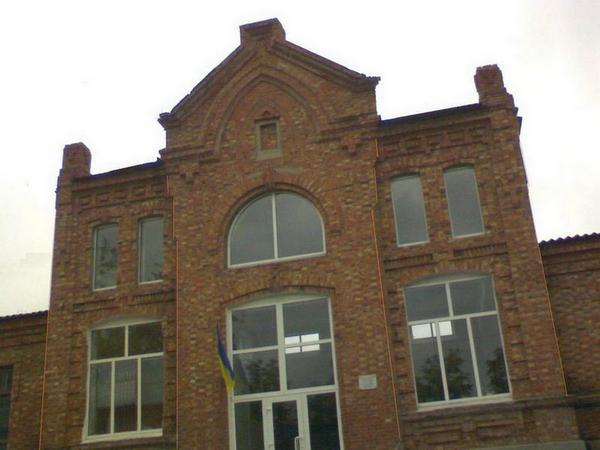
Ананьевская земская больница (современный вид)

В 1889 году в состав уезда входило 30 волостей:
- Александровская волость;
- Боковская волость;
- Валегоцуловская волость — с. Валегоцулово;
- Врадиевская волость — с. Врадиевка;
- Гандрабуровская волость — с. Гандрабуры;
- Гвоздавская волость — с. Гвоздавка;
- Головлевская волость;
- Завадовская волость;
- Исаевская волость;
- Каменко-Мостская волость — с. Каменный Мост;
- Кантакузовская волость — с. Кантакузовка;
- Кондратовская волость;
- Коссовская волость;
- Кохановская волость;
- Любашёвская волость — с. Любашёвка;
- Марьяновская волость;
- Михайловская волость;
- Мостовская волость;
- Николаевская 1-я волость;
- Николаевская 2-я волость;
- Ново-Павловская волость;
- Пасицельская волость — с. Пасицелы;
- Петровская волость;
- Покровская волость;
- Раштадтская волость — с. Поречье;
- Романково-Балковская волость;
- Свято-Троицкая волость — с. Троицкое;
- Ставровская волость — с. Ставрово;
- Степановская волость — с. Степановка;
- Шимковская волость — с. Шимково.